# أولاد الأكابر (مسلسل)

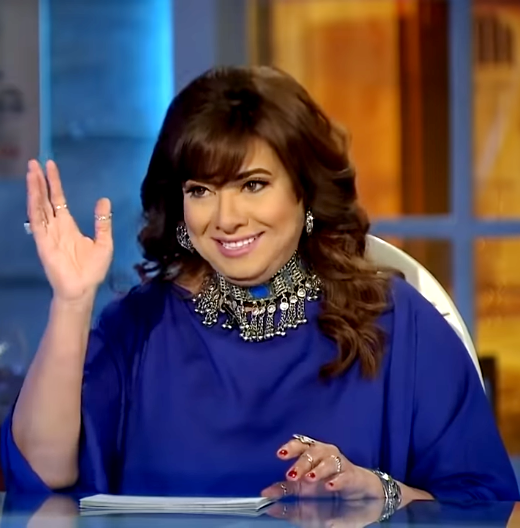
نشوى مصطفى في دور جليلة زكريا

أولاد الأكابر مسلسل تلفزيوني درامي مصري، تم عرضه في عام 2003.

## تمثيل
- حسين فهمي: زكريا أبو زيد
- محمد رياض: راضي ابن زكريا
- داليا مصطفى: حُسنة
- نشوى مصطفى: جليلة بنت زكريا
- أحمد سعيد عبد الغني: شاكر ابن زكريا
- عبدالرحيم حسن: عارف ابن زكريا
- فايزة كمال: غالية زوجة عارف
- منال سلامة: سعاد زوجة راضي
- نهى إسماعيل: مريم زوجة شاكر
- خليل مرسي: برهان
- أمل رزق: عنايات صديقة حُسنة

حمد رياض (ممثل)|محمد رياض]]، نشوى مصطفى

## قصة المسلسل
يحكى عن إحدى الأسر المصرية التي تعيش في الريف، حيث الأب وأولاده الذين يعيشون معه في المنزل، وتمر الحياة هادئة إلى أن يقرر الأب الزواج من خادمته الصغيرة التي تفرق شمل من في البيت وتمر الأحداث.
تدور الاحداث حول الحاج "زكريا أبو زيد" الرجل الثري الذي يمتلك ثروة كبيرة ويمارس التجارة على نطاق واسع. والحاج زكريا تزوج مرتان المرة الأولى من زوجته الأولى "عفاف" اللتي أنجب منها ابنه الأول "عارف" وحدثت عدة خلافات بين "زكريا" وزوجته "عفاف" اللتي كان سببها "إسماعيل" اللذي كان يعمل مع في محل أبيها. بعد وفاتها، تزوج مرة أخرى وكان زواجاً تقليدياً من زوجته الثانية "صباح" وأنجب منها "راضي" الذي يعمل معلماً في المدرسة وابنه الثاني "شاكر" الذي يعمل في الجيش وابنته الوحيدة "جليلة" متزوجة ومستقرة.  "زكريا أبو زيد" يعيش معه كل من أبنائه وزوجات ابنائه وأحفاده.
بعد ذلك يقع في حب الخادمة "حسنا" اللتي تعيش مع والدتها في بيت صغير ومتواضع، بعد أن اغتربوا وحين أتوا إلى قرية الحاج "زكريا" رعاهما وأشفق بهما وبعدها يتزوج الحاج "حسنا" الخادمة ويعارضه على ذلك أبناؤه وبنته "جليلة" وتسبب "حسنا" بالتفرقة بين أبنائه بما أنها طمعت بمال الحاج وتدور الأحداث.